# Izel-lès-Hameau
Izel-lez-Hameau redirige ici.
Pour les articles homonymes, voir Izel.
Izel-lès-Hameau est une commune française située dans le département du Pas-de-Calais, en région Hauts-de-France. Jusqu'au 22 juin 2009, la commune s'appelait Izel-les-Hameaux. Ses habitants sont appelés les Izellois.
La commune fait partie de la communauté de communes des Campagnes de l'Artois qui regroupe 96 communes et compte 33 141 habitants en 2021.

## Géographie

### Localisation
Localisée dans le sud-est du département du Pas-de-Calais, Izel-lès-Hameau est une commune située, à vol d'oiseau, à 4 km au nord de la commune d'Avesnes-le-Comte et à 17 km à l'ouest de la commune d’Arras (aire d'attraction, chef-lieu d'arrondissement et préfecture du Pas-de-Calais).
Le territoire de la commune est limitrophe de ceux de sept communes.
Les communes limitrophes sont  Berles-Monchel, Lattre-Saint-Quentin, Manin, Noyelle-Vion, Penin, Tilloy-lès-Hermaville et Villers-Sir-Simon.

### Géologie et relief
La superficie de la commune est de 8,51 km2 ; son altitude varie de 103  à   148 m.

### Hydrographie
La commune est située dans le bassin Artois-Picardie. Elle n'est drainée par aucun cours d'eau,.

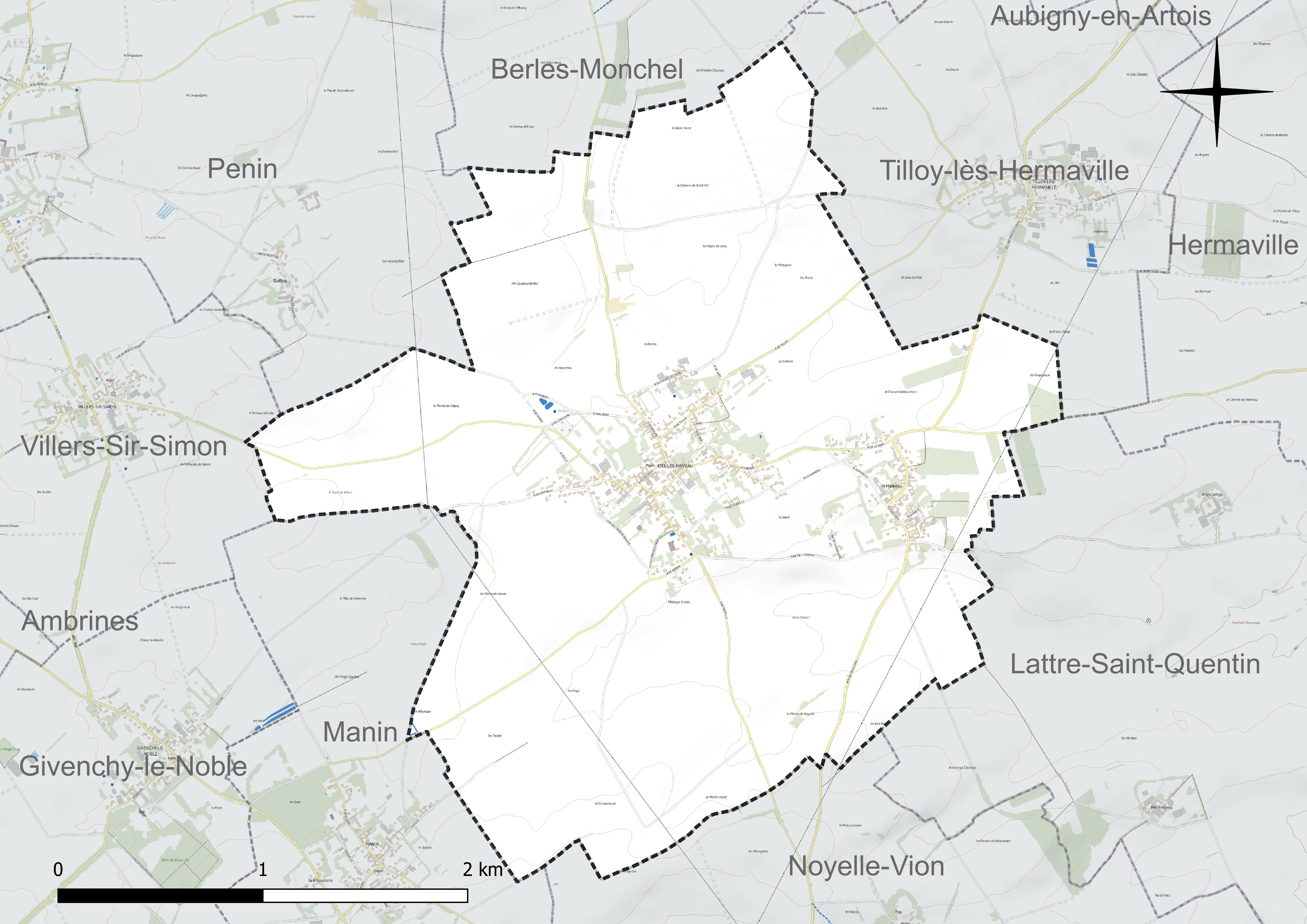
Réseau hydrographique d'Izel-lès-Hameau.

### Climat
Pour des articles plus généraux, voir Climat des Hauts-de-France et Climat du Pas-de-Calais.
En 2010, le climat de la commune est de type climat océanique dégradé des plaines du Centre et du Nord, selon une étude du CNRS s'appuyant sur une série de données couvrant la période 1971-2000. En 2020, Météo-France publie une typologie des climats de la France métropolitaine dans laquelle la commune est exposée à un climat océanique et est dans la région climatique Côtes de la Manche orientale, caractérisée par un faible ensoleillement (1 550 h/an) ; forte humidité de l'air (plus de 20 h/jour avec humidité relative > 80 % en hiver), vents forts fréquents.
Pour la période 1971-2000, la température annuelle moyenne est de 10 °C, avec une amplitude thermique annuelle de 14,3 °C. Le cumul annuel moyen de précipitations est de 826 mm, avec 12,4 jours de précipitations en janvier et 9,2 jours en juillet. Pour la période 1991-2020, la température moyenne annuelle observée sur la station météorologique la plus proche, située sur la commune de Saulty à 11 km à vol d'oiseau, est de 10,4 °C et le cumul annuel moyen de précipitations est de 899,7 mm,. Pour l'avenir, les paramètres climatiques de la commune estimés pour 2050 selon différents scénarios d'émission de gaz à effet de serre sont consultables sur un site dédié publié par Météo-France en novembre 2022.

### Paysages
Pour un article plus général, voir Paysage en France.
La commune est située dans le paysage régional des grands plateaux artésiens et cambrésiens tel que défini dans l'atlas des paysages de la région Nord-Pas-de-Calais, conçu par la direction régionale de l'Environnement, de l'Aménagement et du Logement (DREAL),. Ce paysage régional, qui concerne 238 communes, est dominé par les « grandes cultures » de céréales et de betteraves industrielles qui représentent 70 % de la surface agricole utilisée (SAU).

### Milieux naturels et biodiversité

#### Espèces faunistiques et floristiques
L'Inventaire national du patrimoine naturel (INPN) recense plusieurs espèces faunistiques et floristiques sur le territoire de la commune dont certaines sont protégées et d'autres menacées et quasi-menacées.

## Urbanisme

### Typologie
Au 1er janvier 2024, Izel-lès-Hameau est catégorisée commune rurale à habitat dispersé, selon la nouvelle grille communale de densité à sept niveaux définie par l'Insee en 2022.
Elle est située hors unité urbaine. Par ailleurs la commune fait partie de l'aire d'attraction d'Arras, dont elle est une commune de la couronne,. Cette aire, qui regroupe 163 communes, est catégorisée dans les aires de 50 000 à moins de 200 000 habitants,.

### Occupation des sols
L'occupation des sols de la commune, telle qu'elle ressort de la base de données européenne d'occupation biophysique des sols Corine Land Cover (CLC), est marquée par l'importance des territoires agricoles (95 % en 2018), une proportion identique à celle de 1990 (95 %). La répartition détaillée en 2018 est la suivante : 
terres arables (81 %), prairies (8,6 %), zones agricoles hétérogènes (5,4 %), zones urbanisées (5 %). L'évolution de l'occupation des sols de la commune et de ses infrastructures peut être observée sur les différentes représentations cartographiques du territoire : la carte de Cassini (XVIIIe siècle), la carte d'état-major (1820-1866) et les cartes ou photos aériennes de l'IGN pour la période actuelle (1950 à aujourd'hui).

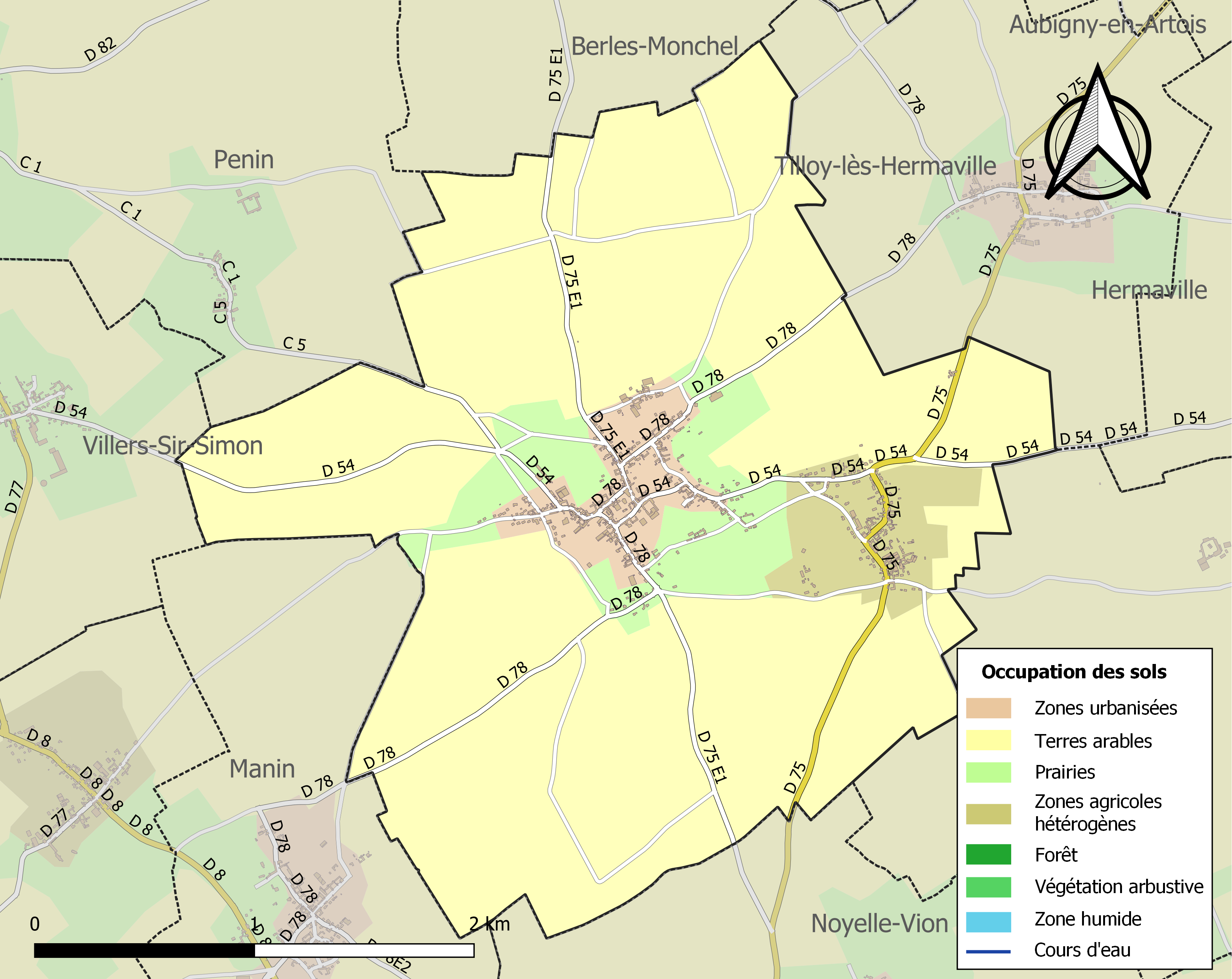
Carte des infrastructures et de l'occupation des sols de la commune en 2018 (CLC).

### Voies de communication et transports

#### Transport ferroviaire
La commune était desservie, de 1895 à 1948, par la ligne de chemin de fer Lens - Frévent, une ancienne ligne de chemin de fer qui reliait les communes de Lens et de Frévent.

## Toponymie

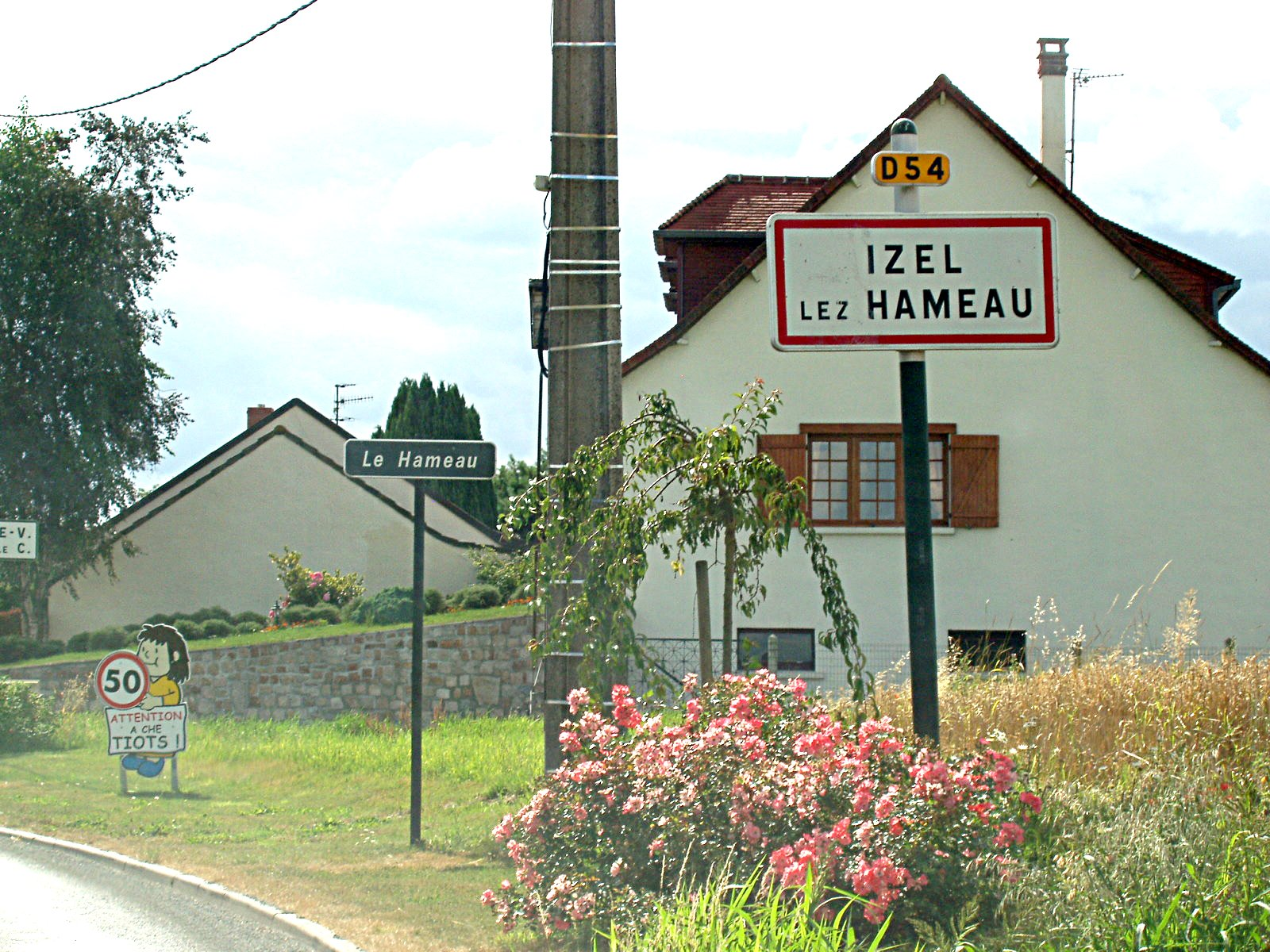

Le nom de la localité est attesté sous les formes Iser en 1088, Hiser en 1142, Yser-en-Ternois en 1259, Izel-lez-Manin en 1565, Isel-lès-Avesnes en 1720, Izel-lez-Hameaux au XVIIIe siècle, Izel les Hameaux en 1793, Izel-les-Hameaux depuis 1801 et jusqu'au 22 juin 2009, puis Izel-lès-Hameau.
Son nom serait issu d'isano ou d'Isarno (en gaulois : le fer). On  a trouvé dans le secteur des traces de métallurgie de l'époque gauloise.
D'autres sources indiquent qu'Izel signifie « le plus bas », version crédible au regard de la situation de la commune.
Au pluriel, Izel-les-Hameaux aurait témoigné de la présence de plusieurs hameaux, tandis qu'au singulier, Izel-lès-Hameau témoigne de la proximité d'Izel et du lieu-dit Hameau (la préposition « lès » permet de signifier la proximité d'un lieu géographique par rapport à un autre lieu). Le Hameau est une section d'Izel-lez-Hameau.

### Le Hameau
Le Hameau était historiquement un village intégré dans Izel en tant que hameau.
Il semble cependant que l'orthographe même de ce qui est aujourd'hui Le Hameau ait évolué au fil du temps :
- On retrouve mention de ce village Les Hameaulx en 1469 ; Hameaux-lez-Iselles en 1665[20] et sur une carte de Cassini de 1750 avec l' orthographe Hameaux plutôt que Hameau.
- de même, les gouaches des villages de l'Artois réalisées à la demande du duc Charles de Croÿ dans les années 1605-1610, et rassemblées en albums, font état de deux villages distincts : 
  - Hameaulx,
  - Izer les Avesnes ;
- plus récemment, sur des cartes postales du début du XXe siècle on retrouve l'orthographe officielle actuelle.

### Aujourd'hui
Depuis les années 1980, la mairie utilise le nom d'usage du village, Izel-lez-Hameau. À la suite de la rénovation du monument aux morts, la nouvelle plaque commémorative utilise cette nouvelle orthographe. L'usage de celle-ci est fortement répandu dans la population, ne serait-ce que parce que le hameau du village, qui a sa propre ducasse, s'orthographie aujourd'hui Le Hameau.
La commune a effectué une première demande officielle en changement de nom auprès du ministère de l'Intérieur le 27 décembre 1996. Par décret du 30 novembre 1998, la demande a été rejetée, fait étonnant puisque les demandes de ce type sont habituellement acceptées dans plus de 80 % des cas.
Le décret no 2009-755 du 22 juin 2009 portant changement de nom de communes paru au Journal Officiel du 24 juin 2009 modifie le nom de la commune, qui devient désormais Izel-lès-Hameau.

## Histoire

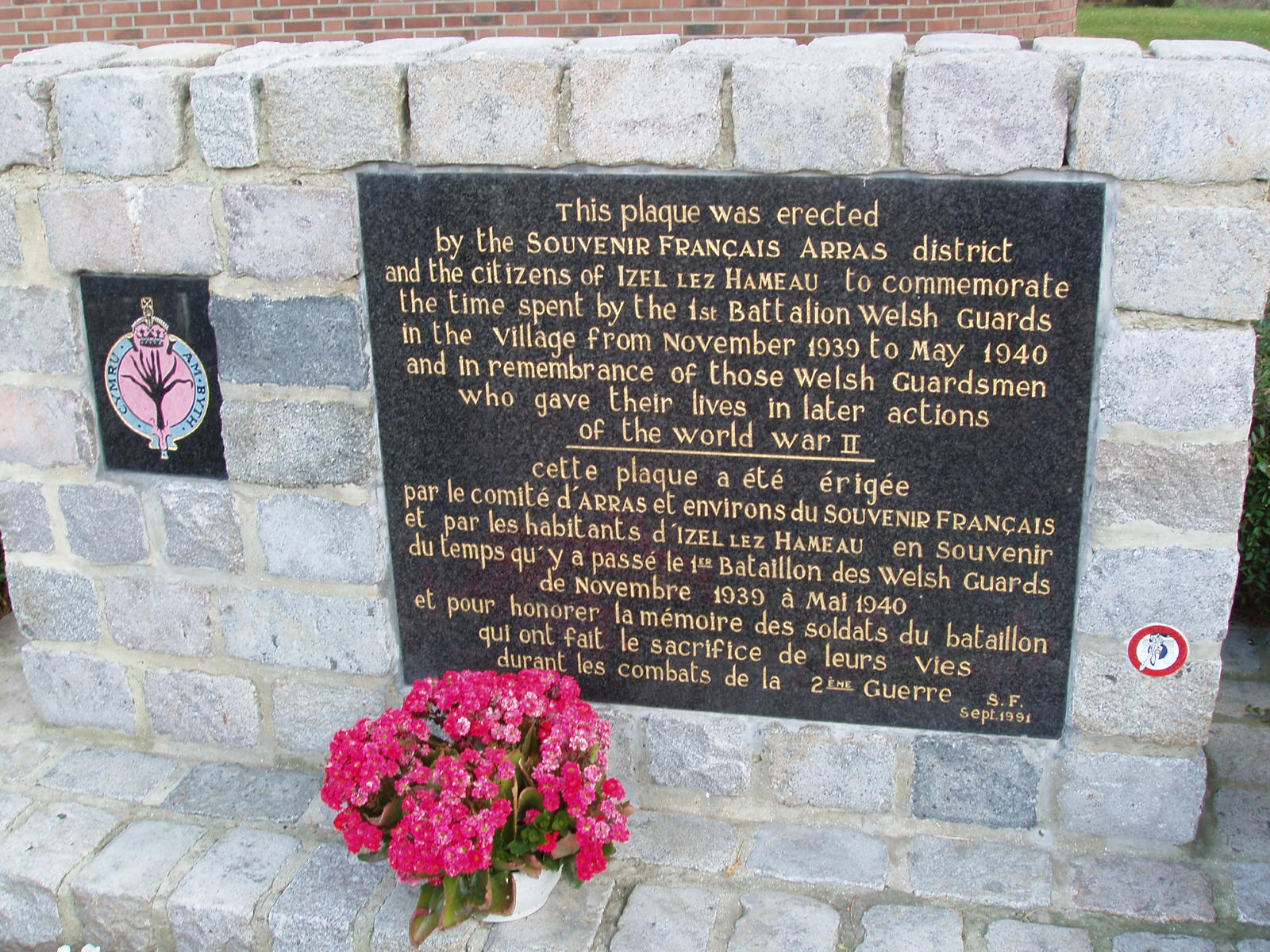
Plaque commémorative du 1er bataillon des Welsh Guards.

### Première guerre mondiale
Pendant la Première Guerre mondiale, à différents moments, comme novembre 1914, la mi-juillet 1915, la commune, de même que celles d'Hermaville, Écoivres, a servi de lieu de cantonnement à des troupes engagées sur le front de l'Artois (le front passait dans la région de Lens-Vimy-Arras). Le cantonnement était destiné à permettre aux troupes de récupérer, d'effectuer des travaux de propreté et de nettoyage, des exercices divers. Pendant un exercice de lancement de grenades, l'une d'entre elles a éclaté trop près, blessant légèrement cinq hommes, deux devant être évacués vers un hôpital.

### Seconde Guerre mondiale
Au début de la Seconde Guerre mondiale, lors de la Drôle de guerre, la commune a servi de cantonnement au 1er bataillon des Welsh Guards. Une plaque commémorative rappelle cette aide britannique et le sacrifice de certains de ces soldats pendant la guerre.

## Politique et administration

### Découpage territorial
La commune se trouve depuis 1926 dans l'arrondissement d'Arras du département du Pas-de-Calais.

#### Commune et intercommunalités
Izel-lès-Hameau était membre de la communauté de communes de l'Atrébatie, un établissement public de coopération intercommunale (EPCI) à fiscalité propre créé en 1999 et auquel la commune avait transféré un certain nombre de ses compétences, dans les conditions déterminées par le code général des collectivités territoriales.
Dans le cadre des dispositions de la loi portant nouvelle organisation territoriale de la République du 7 août 2015, qui prévoit que les établissements publics de coopération intercommunale (EPCI) à fiscalité propre doivent avoir un minimum de 15 000 habitants, cette intercommunalité a fusionné avec sa voisine pour former, le 1er janvier 2017, la communauté de communes des Campagnes de l'Artois dont est désormais membre la commune.

#### Circonscriptions administratives
La commune faisait partie depuis 1793 du canton d'Aubigny-en-Artois. Dans le cadre du redécoupage cantonal de 2014 en France, cette circonscription administrative territoriale a disparu, et le canton n'est plus qu'une circonscription électorale.
Pour les élections départementales, la commune fait partie depuis 2014 du canton d'Avesnes-le-Comte.

#### Circonscriptions électorales
Pour l'élection des députés, la commune fait partie de la première circonscription du Pas-de-Calais.

### Élections municipales et communautaires

#### Liste des maires
| Période                                  | Période                       | Identité           | Étiquette | Qualité                            |
| ---------------------------------------- | ----------------------------- | ------------------ | --------- | ---------------------------------- |
| Les données manquantes sont à compléter. |                               |                    |           |                                    |
| 1977                                     | 1989                          | Claude Louchart    |           |                                    |
| 1989                                     | 2001                          | Claude Heunet      |           |                                    |
| mars 2001                                | 2014                          | Jean-Pierre Dupuis |           |                                    |
| 2014,                                    | mai 2020                      | Benoît Gontier     |           |                                    |
| mai 2020                                 | En cours (au 2 décembre 2020) | Jean-Michel Schulz |           | Enseignant en lycée professionnel, |

## Équipements et services publics

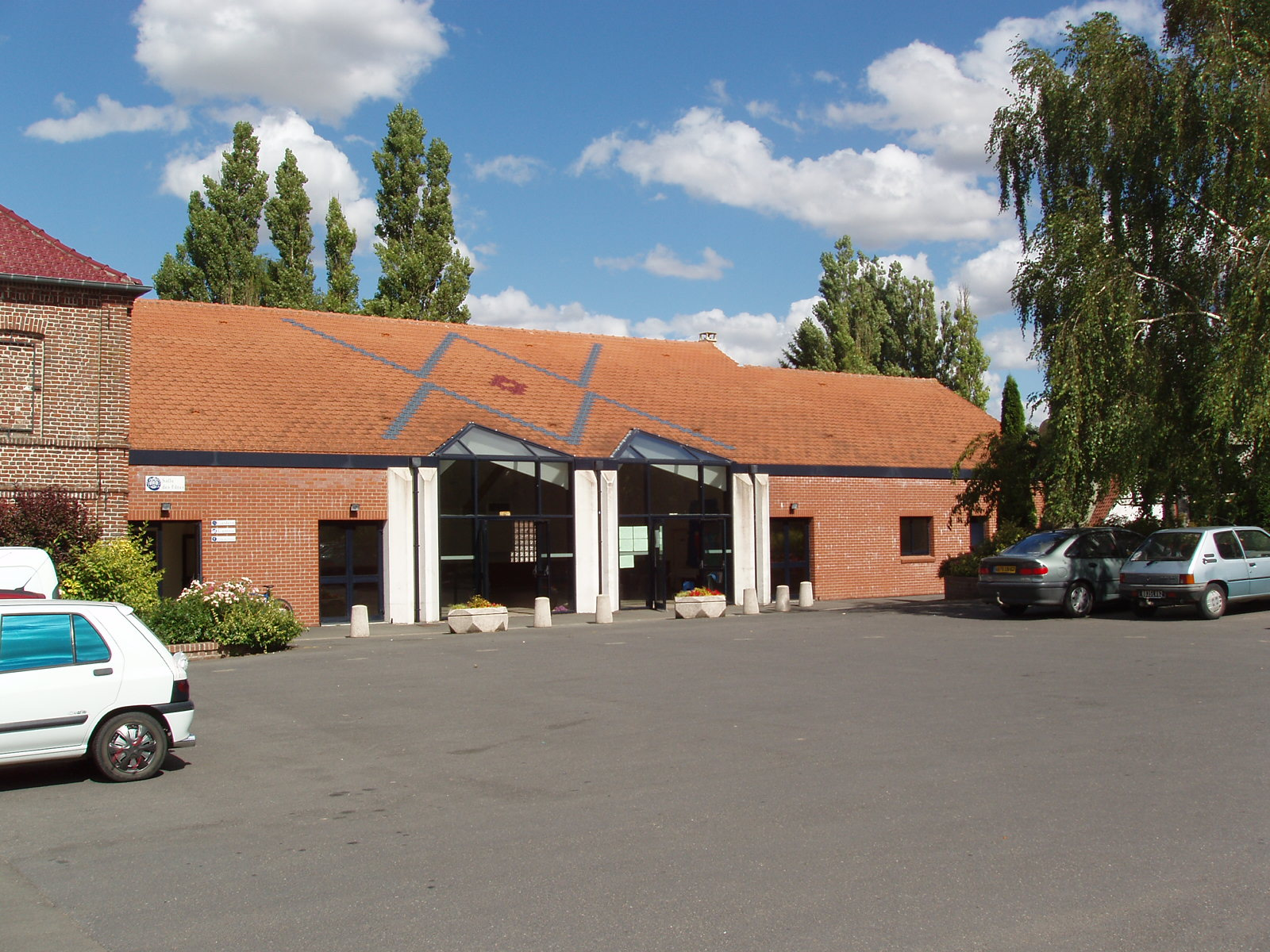
La salle des fêtes.

La commune dispose d'une salle des fêtes, d'un ensemble multi-loisirs et d'un stade de foot-ball.

## Population et société

### Démographie
Les habitants sont appelés les Izellois.

#### Évolution démographique
L'évolution du nombre d'habitants est connue à travers les recensements de la population effectués dans la commune depuis 1793. Pour les communes de moins de 10 000 habitants, une enquête de recensement portant sur toute la population est réalisée tous les cinq ans, les populations de référence des années intermédiaires étant quant à elles estimées par interpolation ou extrapolation. Pour la commune, le premier recensement exhaustif entrant dans le cadre du nouveau dispositif a été réalisé en 2005.

En 2022, la commune comptait 740 habitants, en évolution de +3,64 % par rapport à 2016 (Pas-de-Calais : −0,72 %, France hors Mayotte : +2,11 %).
| 1793 | 1800 | 1806 | 1821 | 1831 | 1836 | 1841 | 1846 | 1851 |
| ---- | ---- | ---- | ---- | ---- | ---- | ---- | ---- | ---- |
| 507  | 692  | 670  | 716  | 711  | 713  | 702  | 710  | 752  |

| 1856 | 1861 | 1866 | 1872 | 1876 | 1881 | 1886 | 1891 | 1896 |
| ---- | ---- | ---- | ---- | ---- | ---- | ---- | ---- | ---- |
| 768  | 758  | 704  | 686  | 702  | 676  | 682  | 634  | 662  |

| 1901 | 1906 | 1911 | 1921 | 1926 | 1931 | 1936 | 1946 | 1954 |
| ---- | ---- | ---- | ---- | ---- | ---- | ---- | ---- | ---- |
| 626  | 656  | 643  | 582  | 580  | 586  | 562  | 531  | 498  |

| 1962 | 1968 | 1975 | 1982 | 1990 | 1999 | 2005 | 2006 | 2010 |
| ---- | ---- | ---- | ---- | ---- | ---- | ---- | ---- | ---- |
| 516  | 501  | 509  | 542  | 704  | 668  | 686  | 685  | 695  |

| 2015 | 2020 | 2022 | - | - | - | - | - | - |
| ---- | ---- | ---- | - | - | - | - | - | - |
| 715  | 730  | 740  | - | - | - | - | - | - |

#### Pyramide des âges
En 2018, le taux de personnes d'un âge inférieur à 30 ans s'élève à 32,3 %, soit en dessous de la moyenne départementale (36,7 %). De même, le taux de personnes d'âge supérieur à 60 ans est de 23,2 % la même année, alors qu'il est de 24,9 % au niveau départemental.
En 2018, la commune comptait 370 hommes pour 358 femmes, soit un taux de 50,82 % d'hommes, largement supérieur au taux départemental (48,50 %).
Les pyramides des âges de la commune et du département s'établissent comme suit.
| Hommes | Classe d’âge | Femmes |
| ------ | ------------ | ------ |
| 0,5    | 90 ou +      | 1,4    |
| 4,0    | 75-89 ans    | 7,2    |
| 17,5   | 60-74 ans    | 15,6   |
| 26,1   | 45-59 ans    | 22,8   |
| 18,6   | 30-44 ans    | 21,4   |
| 11,1   | 15-29 ans    | 10,3   |
| 22,1   | 0-14 ans     | 21,2   |

| Hommes | Classe d’âge | Femmes |
| ------ | ------------ | ------ |
| 0,5    | 90 ou +      | 1,6    |
| 5,6    | 75-89 ans    | 8,9    |
| 16,7   | 60-74 ans    | 18,1   |
| 20,2   | 45-59 ans    | 19,2   |
| 18,9   | 30-44 ans    | 18,1   |
| 18,2   | 15-29 ans    | 16,2   |
| 19,9   | 0-14 ans     | 17,9   |

## Culture locale et patrimoine

### Lieux et monuments
- L'église Saint-Pierre.
- Le monument aux morts[37].

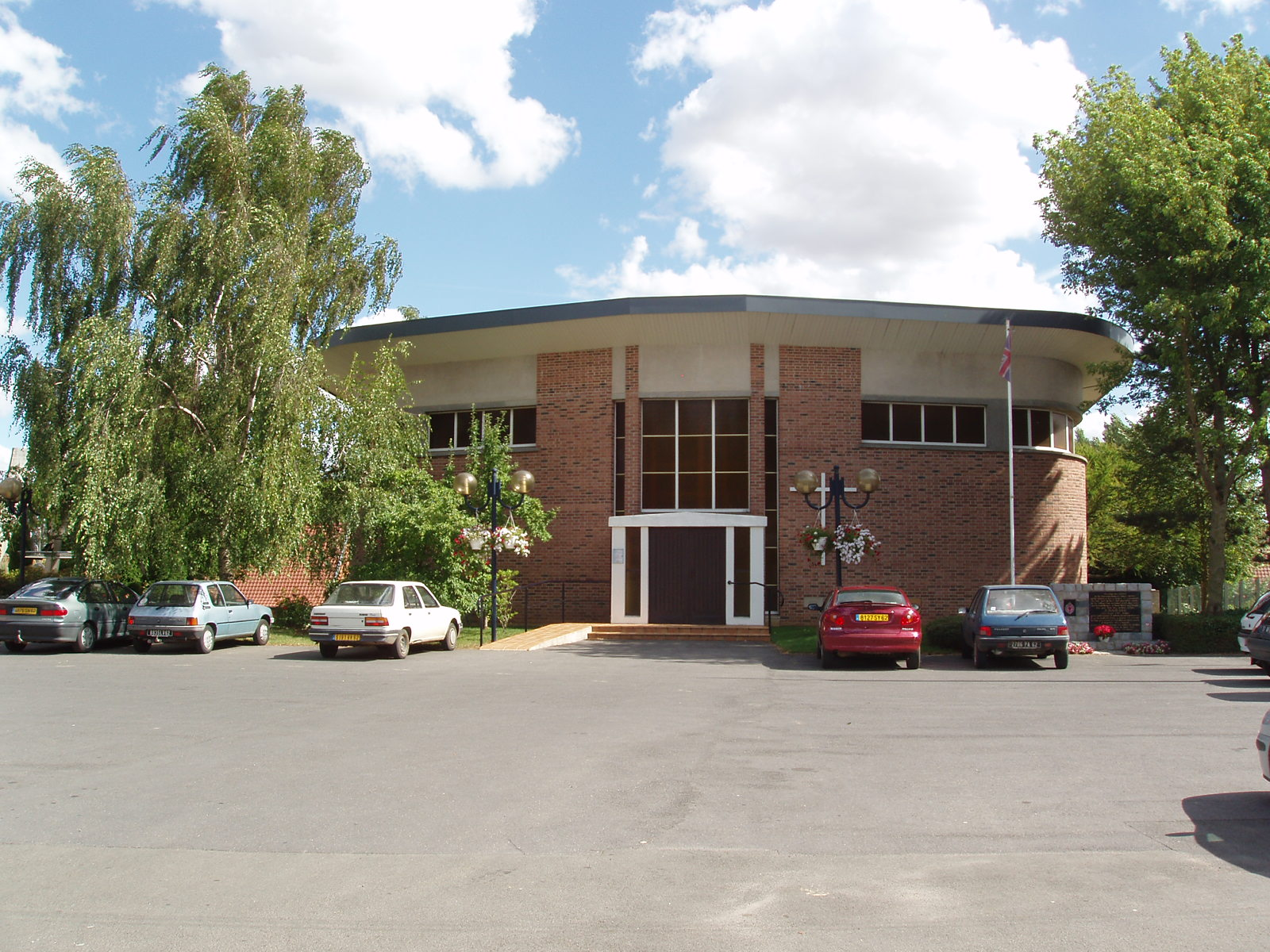
L'Église Saint-Pierre.
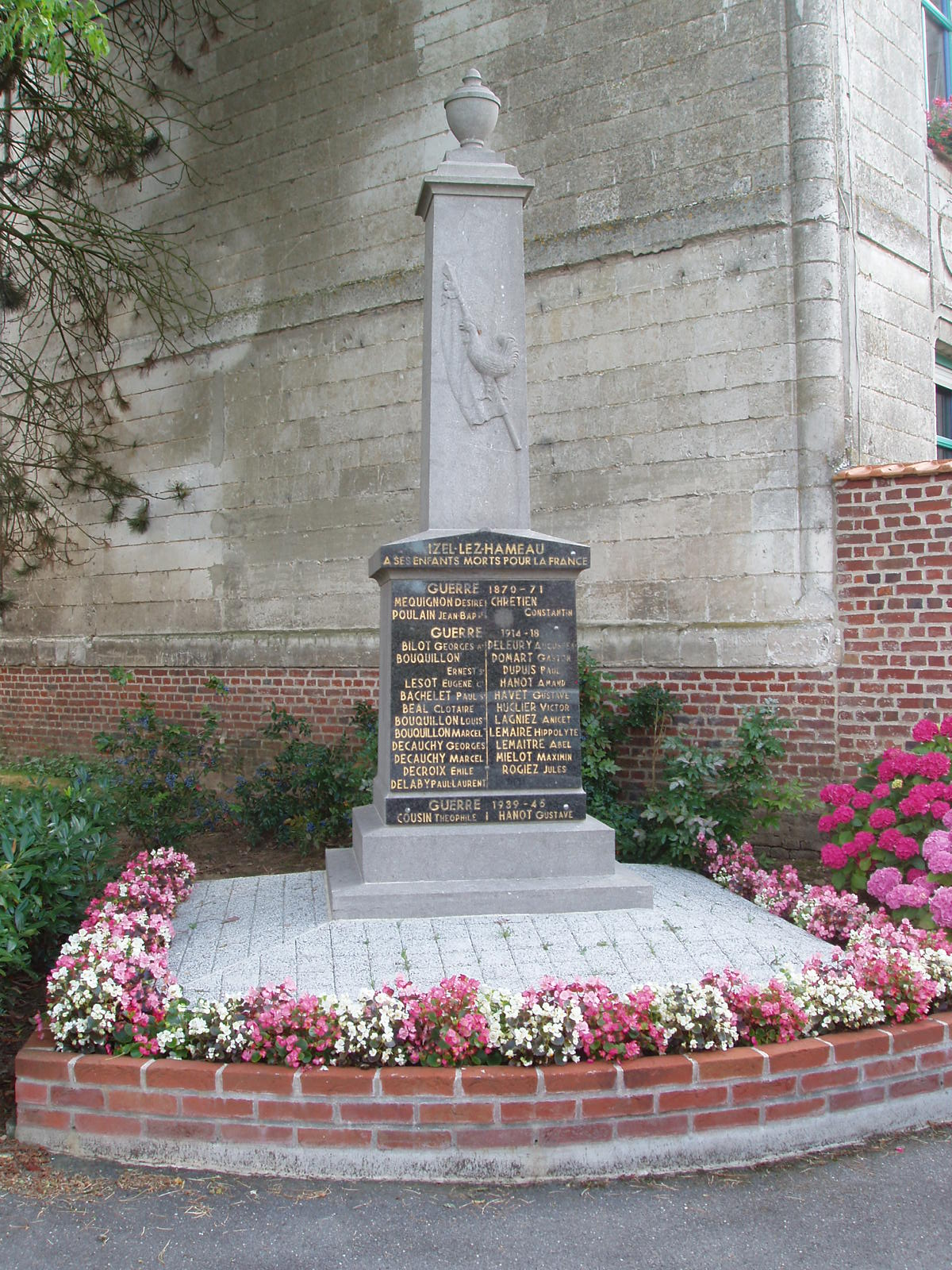
Le monument aux morts.

### Personnalités liées à la commune
- Ferdinand Bouilliez (1839-1908), homme politique, maire d'Izel-les-Hameaux, sénateur du Pas-de-Calais de 1891 à 1908.
- Gaëtan Robail (1994-), footballeur, a commencé le foot-ball à Izel-lès-Hameau avant de jouer notamment à Valenciennes, Lens et actuellement Guingamp.

## Pour approfondir

#### Bases de données, dictionnaires et encyclopédies
- Ressources relatives à la géographie :   - Insee (communes)
  - Ldh/EHESS/Cassini
- Ressource relative à plusieurs domaines :   - Annuaire du service public français